# 大坑東及又一村
大坑東及又一村（英語：Tai Hang Tung & Yau Yat Tsuen）是香港深水埗區議會曾使用過的選區，1994年設立，取消之前代號F19，唯一一任區議員為民協成員梁錦滔，2007年分拆入南山、大坑東及大坑西選區和又一村選區內。

## 範圍
取消時範圍包括大坑東邨及又一村南部（又一居及創新中心以南）一帶私人平房及豪宅樓宇，是當時深水埗區最東的一個選區，與其相鄰的選區有南昌東、南山及龍坪選區，並且與南面的油尖旺區（沿界限街）及東面的九龍城區（沿九廣鐵路）接壤。

## 沿革
大坑東及又一村選區可以追溯到南山及又一村選區；1993年港督彭定康推行政改方案，區議會全面實行單議席單票制，取消雙議席選區，並改由選區分界及選舉事務委員會制定各個區議會選區。當時雙議席南山及又一村選區分拆成大坑東及又一村選區及南山選區，當中大坑東及又一村選區包括整條大坑東邨及又一村南部一帶私人樓宇。
1994年區議會選舉，原南山及又一村選區議員兼前民協成員徐劍凌選擇於本區爭取連任，遇上自民聯成員朱石安及民協派出原南昌中區議員梁錦滔轉區參選，結果梁以1,252多於朱的306票及徐的235票當選。1999年區議會選舉梁錦滔爭取連任，民建聯派出梁錦培參選，結果梁錦滔以接近三分二得票擊敗梁錦培（1,294票對660票）。
2003年區議會選舉，民建聯繼續由梁錦培挑戰梁錦滔。即使七一效應帶動投票率之下，本區由於人口老化、投票人數大致持平，梁錦滔以1,724多於梁錦培的532票，梁錦滔以接近四分三得票連任。
由於西九龍填海區（俗稱西九四小龍）及歌和老街近筆架山地區人口增加，原南昌五區、九龍仔（大坑東及大坑西）、白田及石硤尾區需要重劃以騰出議席予西九龍填海區範圍。當中大坑東及又一村選區及南山選區取消，大坑東及又一村選區內的大坑東邨加入南山選區組成南山、大坑東及大坑西選區。而原本分散在大坑東及又一村和龍坪選區的平房及豪宅組合成為又一村選區，這種劃法被指以社區階級劃界。而梁錦滔於2007年區議會選舉，改往又一村選區參選。

## 歷屆議員
| 屆別           | 議員   | 政治聯繫 | 政治聯繫 |
| -------------- | ------ | -------- | -------- |
| 1994年－1999年 | 梁錦滔 |          | 民 民協  |
| 2000年－2003年 | 梁錦滔 |          | 民 民協  |
| 2004年－2007年 | 梁錦滔 |          | 民 民協  |

## 歷屆選舉結果
| 政党   | 政党   | 候选人    | 票数  | %     | ±      |
| ------ | ------ | --------- | ----- | ----- | ------ |
|        | 民協   | ①. 梁錦滔 | 1,724 | 76.42 | 不適用 |
|        | 民建聯 | ②. 梁錦培 | 532   | 23.58 | 不適用 |
| 多数票 | 多数票 | 多数票    | 1,192 | 52.84 | 不適用 |

| 政党   | 政党   | 候选人    | 票数  | %     | ±      |
| ------ | ------ | --------- | ----- | ----- | ------ |
|        | 民協   | ①. 梁錦滔 | 1,294 | 66.22 | 不適用 |
|        | 民建聯 | ②. 梁錦培 | 660   | 33.78 | 不適用 |
| 多数票 | 多数票 | 多数票    | 634   | 32.44 | 不適用 |

| 政党   | 政党   | 候选人    | 票数  | %     | ±      |
| ------ | ------ | --------- | ----- | ----- | ------ |
|        | 民協   | ①. 梁錦滔 | 1,252 | 69.82 | 不適用 |
|        | 自民聯 | 朱石安    | 306   | 17.07 | 不適用 |
|        | 無黨派 | 徐劍凌    | 235   | 13.11 | 不適用 |
| 多数票 | 多数票 | 多数票    | 946   | 52.75 | 不適用 |